# アスラン・ザラ
- 機動戦士ガンダムSEED DESTINY > 機動戦士ガンダムSEED DESTINYの登場人物 > アスラン・ザラ

アスラン・ザラ (Athrun Zala)は、テレビアニメ『機動戦士ガンダムSEED』以降の「ガンダムSEEDシリーズ」に登場する架空の人物。初出作品の『SEED』の準主人公。またはシリーズの主要人物の一人。
担当声優は石田彰。

## プロフィール
- 趣味：電子工作[1]。（キラ・ヤマトにはトリィ、ラクス・クラインにはハロをそれぞれプレゼントしている（本編に描写がある）、他にもクライン邸を訪問した際に故障していた犬型ロボットのオカピを修理している）
- 好きな食べ物：ロールキャベツ[1]、桃

## 人物
コーディネーターの中でも際立って能力が高く、何事もそつなくこなす。頭脳明晰、冷静沈着で論理的な性格だが、まれに感情的になる。
幼馴染のキラ・ヤマトとは月のコペルニクス幼年学校の頃からの親友であり、家族ぐるみの深い交流があった。
シーゲル・クラインの愛娘ラクスは婚約者だったが、後にフリーダム強奪事件を機に実質的に婚約破棄となり、SEED後半ではカガリと恋仲になる。DESTINYでは複数の女性から好意を持たれるも、当人は鈍感な様子だった。
地球連合とプラント間に開戦の気運が高まると、父パトリックの命令でプラントへ移住。農学者である母レノアを血のバレンタイン事件で失い、それをきっかけに軍人として平和のために戦うことを決意した。ただし、父の主戦論を心から支持できないなど複雑な思いも馳せており軍人としても複雑な思いに駆られることも少なくなかった。
コーディネイターの中でも優秀な能力を持ち、士官アカデミーをトップの成績（MS戦・ナイフ戦・情報処理1位、射撃・爆薬処理2位、総合成績1位）で卒業し、ザフト軍のエリートパイロット（赤服）としてクルーゼ隊に所属する。特にナイフ戦においてはナイフの腕前で名が知られるアカデミーのフレッド教官を倒すほどの能力を持つ。射撃技術も群を抜いている。戦略家としても優れており、ミネルバの艦長であるタリアに助言をしたことで危機を乗り切ったこともある。パイロットとしてはキラと互角に戦えるSEEDを持つ者でもあり、SEED発動後の戦闘では無敗を誇る。劇場版では本来キラ専用に設計されたストライクフリーダム弍式をスーパードラグーンごと使いこなしシュラに善戦するなど、その技量は極めて高いのだが、元来の平和主義な優しさから時に軍人として徹しきれないところがある。それにより様々な政治的な思惑が入り混じる戦時下では迷いも多く生じ、いまいち本領を発揮出来ない場面が多々見られ結果的に勝率を下げている。しかし一たび迷いが吹っ切れると持ち前の実力を最大限に発揮し、総合的にその能力は本シリーズの中でも間違いなくトップレベルにある。特に迷いを持たずコンパス陣営の作戦行動を支える立場に徹している劇場版ではキラやラクスの窮地を度々救い、完璧とも言える強さを見せ続けた。敵味方なく強き者を認め、仮想敵国のデータを予め収集していたと思われるブラックナイツ団長の筆頭戦士であるシュラからも「やはり最強はアスラン・ザラか」と最初から最強格と目されており、「強さは力じゃない。生きる意志だ！」と精神面の成長と強さも見せつけ、最終的にそのシュラをも退けた。格闘戦においても精神的に疲弊していたとはいえ、正規の軍事訓練を受けていないキラを圧倒しており殴り合いでも一方的に抑え込んでいる。
やや額の広いデザインから、デフォルメアニメ『たねきゃら劇場』では、公式的に「デコピカ」キャラとして扱われている。作中でもデコピカ杯なるトロフィーを獲得して嬉嬉としている。

### 幼年期
CE55年にプラントで誕生。CE61年に父であるパトリック・ザラがプラント内で反コーディネイター組織のテロに遭ったことから、避難する形で月面都市コペルニクスへ身分を隠し留学。そこでキラ・ヤマトと出会った。
幼年学校時代はヤマト家の近隣に住居していた事から、母レノアを含め家族ぐるみの付き合いを行っていた。また、レノアはプラント・ユニウス市で農業関係の仕事に従事していた事もあり、家を留守にする事が多かったためヤマト家に宿泊する事も多かった。幼年学校時代のキラは、ドラマCDにおいて幼年学校時代のアスランはルックスから女子に好意を寄せられる事も多かったが、実際に会話すると口煩い所もある。しかし親身な側面もある人間だと独白している。幼年学校時代には機械工学を専攻し、トリィを完成させている。CE68年にはパトリックによって呼び戻され、プラントに帰郷した。プラントに来るようになってから14歳の時には政治家の両親によってラクス·クラインとは政略結婚を前提に婚約者関係で出会い、ハロを贈る。

## 作中での活躍

### 機動戦士ガンダムSEED
地球連合軍が極秘裏に開発した新型MSG兵器を奪取するためオーブ領のコロニー「ヘリオポリス」に向かい、そこでかつての親友キラ・ヤマトと悲劇的な再会を果たした。その後、奪取したイージスガンダムに搭乗し、やむなくストライクガンダムのパイロットとなったキラと幾度となく交戦する。
ラクスがキラに助けられる形でアークエンジェルに保護され、後に戦いで不利になったアークエンジェルから人質とされると、キラに対して怒りを顕わにする。キラがラクスの身柄をザフトに引き渡した際、ラクスを取り戻しに向かったアスランはキラにも共に来るよう説得するが、断られた。
地球降下直後の移動の際、搭乗していた輸送機が墜とされたためイージス共々パージされ、漂着した無人島にて、同じく漂着していたカガリ・ユラ・アスハと出会う。お互いに自分の考えをぶつけあい、武器を向け合いもしたが、最後には名前を教え合い友好的な雰囲気で別れた。救助された後はニコル・アマルフィ、イザーク・ジュール、ディアッカ・エルスマンを率いてアークエンジェル追撃にあたり、途中オーブに匿われたアークエンジェルの行方を探るためオーブに潜入した。偶然再会したキラから今も変わらぬ友情を伝えられ、さらに苦悩するが、キラとの出会いからオーブに居ると分かったアークエンジェルを軍人として討つことを決意する。
しかしオーブ近海戦において戦友のニコルをキラに殺され、憎悪に燃えたアスランはSEEDを覚醒させたキラとの激闘の最中にトール・ケーニヒを殺して自身もSEEDを覚醒させ、イージスを自爆させてキラのストライクを撃破する。オーブに救助され再会したカガリに自分がキラの幼なじみであることを明かし、友人のキラを敵として倒さなければならなかった苦しみを吐き出して号泣した。この際、カガリから「殺したから殺され、殺されたから殺すことを繰り返して本当に平和になるのか」と問われる。ザフトに戻る際、アスランのことを危なかっかしいと感じたカガリからハウメアの守り石の首飾りを貰い受ける。以降は所属陣営に関わらず身に付けており、大事なものを思う際等に服の上から石を握りしめる所作を見せている。
ストライク撃破の功績によりネビュラ勲章を受勲、特務隊 (FAITH) に栄転となりプラント本国に一時帰国する。その初任務として、プラント最高評議会議長に就任した父パトリックから「最新鋭機フリーダムガンダムの強奪者の追討、機体の奪還もしくは完全破壊、接触した人物・施設の排除」を命じられ、同じく最新鋭機であるジャスティスガンダムを受領する。その後、スパイを手引きした容疑で指名手配中のラクスと再会すると、彼女からフリーダム強奪の真相とキラの生存を告げられ、同時に「アスランが信じて戦うものは何か」と問われ動揺する。
地球に降りたアスランは、地球連合軍のオーブ解放作戦に遭遇し、地球連合軍の新型MS（カラミティガンダム、フォビドゥンガンダム、レイダーガンダム）相手に苦戦するフリーダムを発見。ニコルをキラに殺されたことや、ラクスの言葉やカガリの言葉、マルキオ導師が養育している戦災孤児の男児がザフト軍への恨みや憎しみからアスランの足を蹴ってきたことなど様々な思いを交錯させつつもオーブ側に加勢することを決意し、任務を放棄して自らの意思で戦闘に介入。キラを援護して地球連合軍を撃退する。戦闘後、カガリの仲介もあってキラと和解を果たし、キラ達の望む平和が自分の望む世界と同じであると感じたことから、ザフトを離脱しラクスの主導する三隻同盟に加わった。
宇宙に上がる直前にカガリの父ウズミの（オーブに侵攻してきた）ブルーコスモスの盟主ムルタ・アズラエルや、プラントのパトリック・ザラを非難する演説を聞く。その後はジャスティスで地球軍の新型3機と交戦しつつ、マスドライバーで宇宙に打ち上げられるクサナギの船体にキラのフリーダムとともに掴まり、オーブを脱出する。
宇宙に上がった後、父の真意を問い質すため小型シャトルで単身プラントに向かうが、全てのナチュラルの殲滅を唱える父の姿に愕然とする。父に反抗し反逆者として拘束されるが、マーチン・ダコスタを始めとするクライン派に救出され、ラクス達と共に最新鋭の高速戦艦「エターナル」でプラントを脱出した。ジェネシスについては詳細までは知らなかったが、ジャスティス受領の際に戦略兵器として極秘製造を開始していることだけは知らされていた。エターナル帰艦後、これまでアスランの心を何度も救ってくれていたカガリに対して自ら行動し、恋仲になる。
その後、三隻同盟の中核的戦力として地球連合軍撃退やプラントへの核攻撃阻止で戦果を挙げる。最終決戦となる第二次ヤキン・ドゥーエ攻防戦においては、地球へのジェネシス照射を阻止するべくストライクルージュで出撃するカガリと共にヤキン・ドゥーエの司令部へ突入したが、そこで目にしたのはユウキ隊長(レイ・ユウキ)に撃たれて瀕死となっている父パトリック・ザラ議長(ユウキ隊長のジェネシス発射阻止の諫言に対してパトリックが先に発砲し、ユウキ隊長が瀕死でパトリックに発砲したもの)であった。父パトリックの最期を看取るが、父パトリックが死ぬ間際までのジェネシスを撃てとうわ言を言っていたことに失望している。ヤキンの自爆に連動したジェネシス発射を阻止するため、ジャスティスを内部で核爆発させることでジェネシスを破壊し自らも犠牲になることを決意する。ジャスティスのリフターを分離して追いかけるカガリのストライクルージュを押しとどめたが、それを振り払って追ってきたカガリに生きる方が戦いだと説得を受け、カガリのストライクルージュに同乗して脱出、生還した。

### 機動戦士ガンダムSEED DESTINY
第二次ヤキン・ドゥーエ攻防戦後はオーブに亡命しアスハ邸に身を寄せていた。偽名である「アレックス・ディノ」（市民番号：2500474C）を名乗り、オーブ代表首長となったカガリのSPを務めていた。
プラント最高評議会議長ギルバート・デュランダルとの会談にカガリのSPとして赴いた際、地球連合軍特殊部隊ファントムペインによるザフト軍新型MS強奪事件に巻き込まれたアスランは、カガリを守るためザクウォーリアに搭乗する。そのまま彼女と共にザフト新造艦ミネルバに避難した。旧ザラ派残党ザフト軍脱走兵テロリストによるユニウスセブン落下テロ事件を防ごうと奮戦するも失敗。その未曾有の被害にブルーコスモスの扇動も加わって、再び地球連合とプラント間で戦火の幕が開くことになった。
ミネルバでオーブに戻るが、その後すぐにカガリに指輪を渡し、状況を把握するために単身プラントに向かう。デュランダルと会見して事態への冷静な対応をするよう訴えるが、逆に彼からFAITHとしてザフトに復隊するよう誘いを受ける。再会したイザークとディアッカの説得もあり、復隊を決意。セイバーガンダムを受領してミネルバに配属され、MSパイロットたち（シン・アスカ、レイ・ザ・バレル、ルナマリア・ホーク）の指揮を執ることになる。性格や考え方の違いからシンには反発されることが多いが、共に戦っていく中でその関係は次第に落ち着いていった。一方でルナマリア、メイリン・ホーク、ミーア・キャンベルからは過剰とも言えるモーションやアプローチを受けるものの、3人の好意には全く気が付いていなかった。ハイネ・ヴェステンフルスがミネルバに配属された後はMSパイロットたちの指揮権を彼に委ねている。
ボスポラス海峡にてザフトが地球連合とオーブの同盟軍と交戦した際、アークエンジェルからキラのフリーダムとカガリのストライクルージュが介入し、両陣営やアスラン自身も混乱する。元より交戦の場であったためキラ達の介入が原因とは言えないが、この際にハイネが犠牲となったことや状況を混乱させられたことでアスランは憤り、ミリアリアを通して個人的にキラとカガリに接触する。二人には「介入はやめてオーブへ戻れ」と忠告するが、逆にキラからはコーディネーターの特殊部隊によるラクス暗殺未遂の一件を聞いて愕然とする。対してキラとカガリは、アスランがザフトに復隊したこと、敵陣営である以上は自身をオーブごと撃つことも止むを得ないと考えていることにショックを受ける。当時は恋人であるカガリがユウナの戦略結婚を受けようとしていた背景があったことや、信じていたはずの議長に対し疑心が湧いたことなど複雑な感情が渦巻き、冷静な話し合いを続けることすらできずに決別してしまう。
ロドニアの研究所の戦闘では、シンとともにステラ・ルーシェのガイアガンダムと交戦し、ステラを捕虜にした。この戦闘ではステラはアウルとの会話でロドニアのラボの件でアウルのブロックワードの暴走に端を発してステラが無断出撃し交戦状態となった。アスランは隊長として(ロドニアのラボの証拠隠滅作戦の可能性ありで)ガイアが要塞攻撃なら特殊な装備をしているかもしれないと判断し、シンに爆発させずに撃破しろと命令してシンと共にガイアを爆破させずに捕縛に成功している。
クレタ海の戦闘において、忠告を無視してカガリのストライクルージュと共に再度介入したキラのフリーダムと交戦し、再び戦局を混乱させるキラを止めようとするが、カガリの苦しみを感じてないことがキラの怒りを買い、彼のフリーダムにセイバーを再起不能に追い込まれるほど破壊されてしまう。この後、FAITHの誇りを失い、自分の信じて歩むべき道の中で何が正しいのかも分からないほど悩む苦しみが続き、やがてミネルバ艦内でも孤立し始め、ベルリンでのデストロイとの戦闘などで着々と戦果を挙げ続けていたシンにしばしば見下されるようになる。
シンがフリーダム相手の戦闘シミュレーションに熱心しているのを見て止めさせようとするが、愛するステラをフリーダムに殺されたことでフリーダムを憎んで復讐を誓うシンの強い決意を止めることと介入したフリーダムのせいでハイネら仲間達の犠牲が出た結果もあって止めることはできなかった。そして更にミネルバにアークエンジェル討伐の命が下され、タリア艦長に異議を唱えるがザフトの為もあって却下される。エンジェルダウン作戦において、シンはキラの乗るフリーダムを撃破、アークエンジェルは行方不明となる。帰投したシンに侮辱されてキラの撃墜に対する怒りで、シンと掴み合いながらミネルバのクルー達に「キラもアークエンジェルも敵じゃない」と旧友への想いを主張するが、自身の暴行を制止しようとするレイには「我々ザフトにとってアークエンジェルとフリーダムは敵であり、フリーダムを討てたシンは命を張ってザフトの誇りを守ってくれた存在であります」と断じられたため、アスランの苦しみはやがてザフトでの立場からも孤立を始めてしまう。
その後、ジブラルタル基地においてデュランダルから呼び出され、レジェンドガンダムを授けられる。しかし一方でデュランダルはレイの報告などからアスランを不穏分子と判断し、彼を排除することに決定する。そのやり取りを立ち聞きしていたミーアから話を聞き、ザフトからの脱走を決意する。ミーアの今後を案じ共に来るよう強く説得を試みるが、彼女のラクスとして生きることへの執着によって拒絶される。成り行きで巻き込む形になってしまったメイリンと共に、奪ったグフイグナイテッドで基地から脱出するが、シンのデスティニーガンダムやレイが乗り込んだレジェンドに追撃され交戦。デスティニー＆レジェンドとの圧倒的な性能差とアスランの裏切りに激昂するシンに追い込まれて海中に撃墜される。直後、地球連合軍に潜入していたレドニル・キサカ一佐に救出されて密かにアークエンジェルに搬送され、キラやカガリ達と再会する。
この際、重傷を負っていたアスランは発声すら困難な状態であったが、カガリやキラを守りたかったと二人に伝える。カガリやキラはアスランが意識を取り戻したことを心の底から安堵し喜んでおり、またアスランが議長に騙されてキラと敵対してオーブに犠牲を出してカガリを傷つけたことを責めなかった。気持ちの根本がたがったわけではないことを確認できた三人は和解する。
オペレーション・フューリーを発動したザフト軍によってオーブが襲撃を受けた際には、アークエンジェルにCICとして乗艦したが、ラクスからインフィニットジャスティスガンダムを受け取り出撃する。戦場でシンのデスティニーと再戦し、彼を具体的に説得しようとするがレイの妨害により失敗。怒りと動揺に満ちていくシンに猛攻を仕掛けられるも、インフィニットジャスティスはデスティニーやレジェンドに抵抗できる性能を持つ機体であったことと、アスラン自身が精神的な迷いを吹っ切り始めていたことにより、シンとレイを撃退する。しかしまだ傷が癒えていない状態だったため、アスランはコクピットの中で傷が開き気絶して機体は落下してしまい、キラのストライクフリーダムガンダムに回収される。
ザフト軍によるオーブ侵攻を食い止めた後、アークエンジェルは後ろ盾が無く攻撃されやすい所属不明艦からオーブ軍に正式に編成され、アスランもインフィニットジャスティスのパイロットとしてオーブ軍に編入された。
宇宙に上がる前、自分が渡した指輪をカガリが外していたことに気づくも「焦らなくていい、夢は同じだ」と微笑んで受け入れ、地球に残るために見送るカガリをオーブ軍の前で強く抱きしめた。その後の二人の関係は、本編中では明確にされていない。
月面都市のコペルニクスにて、ミーアから助けを求めるメッセージを受け取る。アスランはメッセージに対応することに反対したが、キラとラクスに押され、護衛としてラクスに同行し、ミーアと再会する。ラクスがミーアの説得に成功するものの、ミーアはラクスを刺客の銃弾から守って命を散らしてしまい、ラクスと共に涙を流す。
デュランダルによるデスティニープラン発動宣言の後、インフィニットジャスティスに搭乗し、レクイエムの中継ステーションワンをキラと共に破壊。続くメサイア攻防戦ではルナマリアのインパルスガンダムを退け、シンのデスティニーにも勝利し大破に追い込む。さらにミネルバも撃破・航行不能にし、ムウ・ラ・フラガが乗るアカツキと共にレクイエム破壊に成功した（『FINAL PLUS』ではその後、キラを追ってザフト軍要塞「メサイア」に突入するシーンが追加されている）。
『DESTINY』終了後は、オーブ軍准将に昇格している（スペシャルエディション4『自由の代償』のエンディングにて、エピローグとして、シンやイザークら、お馴染みのザフトメンバーの中に、オーブ軍服姿のアスランが確認できる）。
『DESTINY』終了後の物語として発表されたHDリマスター BOX2の特典CD「OMAKE quarters」Vol.2『選んじゃった未来』では、アスランの階級はオーブ軍中佐となっている。「OMAKE quarters」 Vol.3 『オーブの夜にサイドM』では、シンとアスランの関係を和解させる為にムウの計らいで店に出席する。シンはメサイア攻防戦で自分を止めてくれたアスランに感謝を感じながらも、「双方の性格のせいで仲が悪いわけではないが仲よくなることはできない」 という関係と言われる。上司のキラのことを「優しくて器量の大きい人」と思うシンに「基本、何も考えない、MS戦闘しか役に立たない」と言い、彼と摩擦を起こす。最後には「キラはそう見えても普段は適当だが頑固な部分は徹底的に頑固な、容赦ない」彼なりの忠告をするが、キラにセイバーを墜とされた件などで挑発するシンに葛藤を生じさせながら別れる。

### 機動戦士ガンダムSEED FREEDOM
作中での所属・階級はオーブ軍一佐。メイリンと組んで「ターミナル」に出向しており、世界平和監視機構「コンパス」に所属するキラやラクスたちの裏で、ファウンデーション王国女王アウラ・マハ・ハイバルと親衛隊「ブラックナイトスコード」（ブラックナイツ）の実態調査を進める。ファウンデーション本土上の戦いでは、女王親衛隊「ブラックナイトスコード（ブラックナイツ）」に追い詰められたキラを乗機のズゴックを駆って救助し、同じく救助されたシンやアークエンジェルクルーらにアウラ達の正体や目的を伝える。ファウンデーションに誘惑されるラクスとのすれ違いやオルフェから投げかけられた言葉を受けた無力感にさいなまれ、ラクスを含め全てを諦めようとしていたキラに対し、殴り合い（とは言っても軍事出身であるアスランは正規の軍事訓練を受けていないキラの鉄拳を一度も受けることなく、一方的にキラを殴り返していた）を交えた叱咤激励で「ラクスに会いたい」という彼の本音を引き出し、生き残った「コンパス」母艦「ミレニアム」に同乗し、ラクス奪還作戦とファウンデーションとの決戦に挑む。
アルテミス基地に幽閉されたラクスの奪還作戦では、キラのストライクフリーダム弐式に代理搭乗し、自分でラクス救出に向かったキラの代わりに敵を陽動する役を担う。
ラクス救出後は、再度自身のズゴックに搭乗。ブラックナイツ団長シュラ・サーペンタインが駆るブラックナイトスコード シヴァの攻撃からキラのフリーダム弐式をかばって被弾。破損したズゴック内部に隠されたインフィニットジャスティス弐式の姿を現し、シュラとの一騎打ちを展開する。
他者の思考が読める新種族「アコード」の能力を駆使するシュラへの対策として、「裸体のカガリがキスを迫ってくる妄想をする」「地球にいるカガリが搭乗するキャバリアーアイフリッド装備のストライクルージュを介してジャスティス弐式を遠隔操縦する」という二段構えの策で対処する。その後、自力操縦に切り替えて再び斬り合いに持ち込むが、それでもジャスティス弐式の右腕を斬り落として食い下がるシュラに対し、SEEDを発動すると共に、ジャスティス弐式の頭頂部に追加装備された隠しビームサーベルの一撃で、とどめを刺す。
戦闘終結後は地球に降下し、カガリと合流してオーブへと帰還する。

## 他作品での出演
第3次スーパーロボット大戦α 終焉の銀河へ
中断メッセージでは「歌は良い」という趣旨のセリフがあり、同じ担当声優のセリフを模したものである。
スーパーロボット大戦Z
原作ではセイバーを破壊されたことで一線から退いていたのに対し、こちらはセイバーがキラのフリーダムに撃破されても一度修復され、ザフトを脱走してシンのデスティニーに撃墜されるまでセイバーで戦うことが出来る。シンとのやり取りはフラグ次第で大きく変わる。また、作中では自身のポジションと似ているシャア・アズナブル（クワトロ・バジーナ）から、人の上に立ち部隊を率いる隊長としての心得を教わっていく。
第2次スーパーロボット大戦Z
ZEUTHのメンバーと共に時空転移に巻き込まれる。あるイベントでランカ・リーのエスコート役をオズマ・リーから拒否された時は、自分が女たらしと見做されていた事にショックを受けていた。
第3次スーパーロボット大戦Z
時獄篇ではルナマリアと共にプラントの補佐に当たっているため、自軍入りしない。
スーパーロボット大戦K
シナリオ序盤に限りアレックス・ディノとしてアニメでは搭乗しなかったムラサメに搭乗しゲスト参戦。その後ゲーム中盤以降より再びプレイヤーキャラとして正式参戦する。
スーパーロボット大戦L
序盤から参戦しており原作より堂々とした態度で自分の正体を明かす。キラ達がミネルバに対して協力的なこともあって、オーブではザフトのフェイスとしてラクスからジャスティスを受領してシンに後を任せてキラ達と独自の行動を取るなどしている。本作では最初からSEED覚醒が可能。ただしセイバーは物語の裏でミネルバの盾となって破壊されてしまったため、ゲーム本編では使用できない（初期機体はブレイズザクウォーリア）。また、原作ではギクシャクしていたシンとの仲も良好でキラ達と同行を決めた際にも「ミネルバにはお前がいるじゃないか。」と原作と異なりシンに強い信頼を持っている様子を見せ、シンもその期待に答える反応を見せている。また、前線指揮を行う関係かあまり表立たないレベッカ・カトリーヌの事を知っているという意外な面も見せた。
スーパーロボット大戦UX
本編終了後の設定。再びアレックス・ディノとして行動していたため当初は裏方に徹していたが、1部終盤で主人公部隊を救うべく議会に乱入し自ら正体を明かして主人公部隊を貶めていたハザード・パシャを糾弾する。
ガンダム無双2
ストーリーミッションではティターンズ（正確にはパプテマス・シロッコの部隊）と行動を共にする。アスラン自身はシロッコの理想に全く賛同しておらず、結果的に戦場を混乱させているキラを止めるためにシロッコ達と行動している。
機動戦士ガンダムSEED SEED Club
シンと共に数少ない常識人で、キラやラクスには振り回されがち。
Another Century's Episode:R
『DESTINY』本編終了後の世界で、シンとキラと共にロゴス残党の処理に当たっていたところで怪現象に巻き込まれ、「惑星エリア」に転移させられる。DESTINY編ストーリーの第1話では、デストロイガンダムの倒し方をレクチャーしてくれる。転移直後にカミーユらエゥーゴの面々と遭遇した際には、クワトロとの対話に臨み、互いの世界の違いについて情報交換を行う。

## 搭乗機
おもな搭乗機
- GAT-X303 イージスガンダム
- ZGMF-X09A ジャスティスガンダム
- ZGMF-X23S セイバーガンダム
- ZGMF-X19A インフィニットジャスティスガンダム
  - ZGMF-MM07 ズゴック
  - ZGMF-X191M2 インフィニットジャスティスガンダム弐式

そのほかの搭乗機
- ZGMF-1017 ジン[注 7]
- MVF-M11C ムラサメ飛行能力試験型[注 8]
- ZGMF-1000 ザクウォーリア
- AMA-953 バビ[注 9]
- ZGMF-2000 グフイグナイテッド
- ZGMF/A-262B ストライクフリーダムガンダム弐式

## 評価
『愛と戦いのロボット 完全保存版』で発表されたアンケート「みんなで選ぶロボットアニメーションベスト100」では、「一番カッコイイヒーローは？」で第19位にランクインした。